# Синюха блакитна
Синю́ха блаки́тна, синюха голуба, синюха звичайна (Polemonium caeruleum) — рослина родини синюхових (Polemoniaceae).

## Опис
Багаторічна трав'яниста рослина. Стебло високе, до 1 м заввишки, самотнє. Листки чергові: нижні — черешкові, верхні — сидячі, непарнопірчасті, які складаються з 17—21 продовгувато-яйцеподібних загострених листочків.
Квітки великі, п'ятироздільні, зібрані в китицю. Привабливого блакитного, іноді білястого кольору, хоча трапляються й зовсім білі. Нектарники розміщені з внутрішнього боку в основі пелюсток. Цвіте рослина на другому році життя, з кінця травня по липень. Виділяє багато нектару і пилку. Через гарний колір квітів, тривале цвітіння та лікарські властивості можна вирощувати у квітниках.
Кореневища товсті, корені надто густі, ниткоподібні, жовто-бурого кольору, іноді білуваті.
Цвіте в другій половині літа синіми або ліловими квітами.
Росте синюха блакитна на лісових галявинах, вологих луках, по берегах річок, стариць, у долинах. Поширена на Поліссі та в Лісостепу. Уведена у культуру. Отруйна для худоби.

### Сировина
Для медичного застосування використовують стебла, квітки й листя (збирають під час цвітіння), а також кореневища з коренями рослини, які викопують або рано навесні або пізно восени. Їх ретельно миють холодною водою, подрібнюють і сушать у теплих просторих приміщеннях, які добре провітрюються. Зберігають у щільній паперовій тарі.
Синюха — потужне рослинне заспокійливе. Росте на лісових галявинах, берегах річок, вкритих лісом схилах гір та серед чагарників.

### Хімічний склад
У кореневищах і коренях синюхи блакитної знайдені тритерпенові сапоніни (20—30 %), смола (1,28 %), органічні кислоти, жирні та леткі олії, ліпіди, білки, крохмаль.

## Дія, застосування
Відхаркувальна, седативна, гіпохолестеринемічна, протисудомна.
Препарати синюхи блакитної застосовують для лікування гострих та хронічних запальних захворюваннях верхніх дихальних шляхів, туберкульозу, при нервово-психічних потрясіннях; загальному атеросклерозі, а також кардіо- та церебросклерозах, епілепсії, тетанії, виразковій хворобі шлунку та дванадцятипалої кишки.

## Медичне застосування
Синюха застосовується при захворюваннях верхніх дихальних шляхів як відхаркувальний засіб, а також як заспокійливе при різного роду нервових і психічних захворюваннях. Це найефективніший фітотерапевтичний засіб при безсонні. Корінь цієї рослини викопують у вересні.
Протипоказана синюха при підвищеному згортанні крові.

### Настій синюхи
Готування: залити 6—8 г здрібнених корінь рослини 1 склянкою окропу, настояти 2 години.

Застосування: пити по 1 ст. ложці 3—5 разів у день після їжі.

### Відвар синюхи
Готування: залити 3—6 г коріння 1 склянкою гарячої води, кип'ятити 20—30 хвилин.

Застосування: пити по 1 ст. ложці 3—5 разів у день після їжі.